# 奥伊
奥伊（法語：Ohis）是法国皮卡第大区埃纳省的一个市镇，属于韦尔万区伊尔松县。该市镇2009年时的人口为303人。

## 人口
奥伊人口变化图示
| 数据来源：INSEE |